# Кэссиди, Ракель
Раке́ль Жозефи́на До́миник Кэ́ссиди (англ. Raquel Josephine Dominic Cassidy, род. 22 января 1968, Флит, Гэмпшир, Англия) — английская актриса. Наиболее известна по роли горничной Филлис Бакстер в телесериале «Аббатство Даунтон» и роли заместительницы директрисы Гекаты Хардбрум в телесериале «Самая плохая ведьма».

## Ранняя жизнь и образование
Родилась в семье испанки и англичанина; она была третьим ребёнком и единственной дочерью в семье. Она родилась и выросла в городе Флит в графстве Гэмпшир, где училась в частной престижной школе Фарнборо Хилл. В колледже Гиртон в Кембридже она изучала живые языки и физическую антропологию. Позже она получила степень доктора по физической антропологи, однако оставила науку, чтобы стать актрисой.

## Избранная фильмография

### Кино
| Год  | Название на русском      | Название на английском | Роль             | Примечания      |
| ---- | ------------------------ | ---------------------- | ---------------- | --------------- |
| 2002 | Люблю ли я тебя?         | Do I Love You          | Роми             |                 |
| 2002 | Перед тем, как ты уйдешь | Before You Go          | Фелиша           |                 |
| 2005 | Фестиваль                | Festival               | Петра Лоэвенберг |                 |
| 2007 |                          | The Boat People        | Элис             |                 |
| 2007 |                          | Tick Tock Lullaby      | Майя             |                 |
| 2008 | Ночные прогулки          | Nightwalking           | Марта            | Короткометражка |

### Телевидение
| Год     | Название на русском       | Название на английском                       | Роль                 | Примечания                                  |
| ------- | ------------------------- | -------------------------------------------- | -------------------- | ------------------------------------------- |
| 1998    | Смертельная сеть          | Killer Net                                   | Памела Боксер        | 1 эпизод                                    |
| 1999    | Чисто английское убийство | The Bill                                     | Лола Чавес           | 1 эпизод                                    |
| 2001-02 | Учителя                   | Teachers                                     | Сьюзан Гейтли        | 18 эпизодов                                 |
| 2003    | Красная шапочка           | Red Cap                                      | сержант Нив Кирленд  | 5 эпизодов                                  |
| 2004    | Худшая неделя моей жизни  | The Worst Week of My Life                    | Кэсси Тёрнер         | 7 эпизодов                                  |
| 2005    |                           | According to Bex                             | Крис                 | 8 эпизодов                                  |
| 2006-11 | Невезуха                  | Lead Balloon                                 | Мэл Дэвис            | 26 эпизодов                                 |
| 2007    |                           | Party Animals                                | Джо Портер           | 8 эпизодов                                  |
| 2008    | Пуаро Агаты Кристи        | Agatha Christie’s Poirot: Mrs McGinty’s Dead | Морин Саммерхейз     | 1 эпизод («Миссис Макгинти мертва»)         |
| 2008-09 |                           | Moving Wallpaper                             | Нэнси Уикс           | 18 эпизодов                                 |
| 2009    | Новые трюки               | New Tricks                                   | Сюзанна Мортон       | 1 эпизод                                    |
| 2011    | Работницы                 | Land Girls                                   | Диана Гранвилл       | 5 эпизодов                                  |
| 2011    | Доктор Кто                | Doctor Who                                   | Миранда Клиавс       | 2 эпизода («Мятежная плоть» и «Почти люди») |
| 2012    | Виртуозы                  | Hustle                                       | Дана Девилль         | 1 эпизод                                    |
| 2012    | Убийства в Мидсомере      | Midsomer Murders                             | Диана                | 1 эпизод                                    |
| 2013    | Билет на выход            | Heading Out                                  | Сабина               | 1 эпизод                                    |
| 2013    | Инспектор Клот            | A Touch of Cloth                             | Клэр Хоукчёрч        | 2 эпизода                                   |
| 2013-15 | Аббатство Даунтон         | Downton Abbey                                | Филлис Бакстер       | 23 эпизода                                  |
| 2014    | Джонатан Крик             | Jonathan Creek                               | Шэрон                | 1 эпизод                                    |
| 2015    | Вера                      | Vera                                         | Глория Эдвардс       | 1 эпизод                                    |
| 2017-18 | Самая плохая ведьма       | The Worst Witch                              | мисс Геката Хардбрум | 22 эпизода                                  |

## Театр
| Год  | Название         | Роль                     | Театр                 |
| ---- | ---------------- | ------------------------ | --------------------- |
| 1997 | Двенадцатая ночь | Виола                    | Ройал-Корт            |
| 1998 | Отелло           | Дездемона                | национальный тур      |
| 1998 | Троица           | Рут                      | Олд Ред Лайон         |
| 2002 | Возможные миры   | Джойс                    | Трон                  |
| 2004 | Макбет           | леди Макбет              | интернациональный тур |
| 2005 | Анна Каренина    | Анна Аркадьевна Каренина | Ройал-Лицей           |
| 2006 | Мирандолина      | Мирандолина              | Ройал-Эксчендж        |